# Estación de Edgar Quinet
La estación de Edgar Quinet es una estación de la línea 6 del metro de París situada en el XIV distrito de la ciudad. 

## Historia
La estación de la línea 6 fue abierta el 24 de abril de 1906 como parte de la línea 2 sur, una línea que poco después pasaría a ser la línea 5 y finalmente la 6. La estación toma su nombre actual, por su parte la estación de la línea 12 data del 5 de noviembre de 1910.
La estación debe su nombre al escritor e historiador francés Edgar Quinet.

## Descripción
La estación se compone de dos andenes laterales de 75 metros de longitud y de dos vías.
La estación está diseñada en bóveda elíptica revestida completamente de los clásicos azulejos blancos biselados del metro parisino. 
Su iluminación ha sido renovada empleando el modelo vagues (olas) con estructuras casi adheridas a la bóveda que sobrevuelan ambos andenes proyectando la luz en varias direcciones.
La señalización por su parte usa la moderna tipografía Parisine donde el nombre de la estación aparece en letras blancas sobre un panel metálico de color azul. Por último, los asientos de la estación son rojos, individualizados y de tipo Motte.

## Accesos
La estación dispone de un único acceso situado en el bulevar Edgar Quinet.